# Xã Washington, Quận Adams, Indiana
Xã Washington (tiếng Anh: Washington Township) là một xã thuộc quận Adams, tiểu bang Indiana, Hoa Kỳ. Năm 2010, dân số của xã này là 10.151 người.